# Patinage de vitesse sur piste courte aux Jeux olympiques de 2014 - 1 000 mètres femmes
Navigation
Vancouver 2010 Pyeongchang 2018
L'épreuve féminine de 1 000 mètres de patinage de vitesse sur piste courte (ou Short Track) aux Jeux olympiques de 2014 a lieu le 18 février 2014 (qualifications) et le 21 février 2014 (quarts de finale, demi-finales et finale) au Centre de patinage artistique Iceberg, à Sotchi (Russie). La Sud-Coréenne Park Seung-hi remporte l'épreuve devant la Chinoise Fan Kexin et une autre Sud-Coréenne, Shim Suk-hee.

## Résultats

### Tours préliminaires

#### Séries
Q — qualifiée pour les quarts de finale
ADV — avancée
PEN — pénalité
| Rang | Série | Athlète              | Nationalité        | Temps             | Notes |
| ---- | ----- | -------------------- | ------------------ | ----------------- | ----- |
| 1    | 1     | Li Jianrou           | Chine              | 1 min 31 s 187    | Q     |
| 2    | 1     | Jessica Smith        | États-Unis         | 1 min 31 s 359    | Q     |
| 3    | 1     | Tatiana Borodulina   | Russie             | 1 min 31 s 559    |       |
| 4    | 1     | Sayuri Shimizu       | Japon              | 1 min 31 s 879    |       |
| 1    | 2     | Park Seung-Hi        | Corée du Sud       | 1 min 31 s 883    | Q     |
| 2    | 2     | Emily Scott          | États-Unis         | 1 min 32 s 585    | Q     |
| 3    | 2     | Inna Simonova        | Kazakhstan         | 1 min 32 s 599    |       |
|      | 2     | Kateřina Novotná     | République tchèque |                   | PEN   |
| 1    | 3     | Valérie Maltais      | Canada             | 1 min 28 s 771 OR | Q     |
| 2    | 3     | Yui Sakai            | Japon              | 1 min 29 s 824    | Q     |
| 3    | 3     | Yara van Kerkhof     | Pays-Bas           | 1 min 29 s 980    |       |
| 4    | 3     | Sofiya Vlasova       | Ukraine            | 1 min 32 s 495    |       |
| 1    | 4     | Shim Suk-Hee         | Corée du Sud       | 1 min 31 s 046    | Q     |
| 2    | 4     | Marie-Ève Drolet     | Canada             | 1 min 31 s 273    | Q     |
| 3    | 4     | Martina Valcepina    | Italie             | 1 min 34 s 226    | ADV   |
|      | 4     | Liu Qiuhong          | Chine              |                   | PEN   |
| 1    | 5     | Kim A-lang           | Corée du Sud       | 1 min 31 s 640    | Q     |
| 2    | 5     | Fan Kexin            | Chine              | 1 min 31 s 713    | Q     |
| 3    | 5     | Olga Belyakova       | Russie             | 1 min 32 s 034    |       |
|      | 5     | Agnė Sereikaitė      | Lituanie           |                   | PEN   |
| 1    | 6     | Arianna Fontana      | Italie             | 1 min 32 s 983    | Q     |
| 2    | 6     | Véronique Pierron    | France             | 1 min 33 s 022    | Q     |
| 3    | 6     | Sofia Prosvirnova    | Russie             | 1 min 36 s 521    |       |
|      | 6     | Bernadett Heidum     | Hongrie            |                   | PEN   |
| 1    | 7     | Elise Christie       | Grande-Bretagne    | 1 min 30 s 588    | Q     |
| 2    | 7     | Patrycja Maliszewska | Pologne            | 1 min 32 s 975    | Q     |
| 3    | 7     | Ayuko Ito            | Japon              | 1 min 33 s 188    |       |
| 4    | 7     | Elena Viviani        | Italie             | 1 min 33 s 352    |       |
| 1    | 8     | Deanna Lockett       | Autriche           | 1 min 34 s 845    | Q     |
| 2    | 8     | Veronika Windisch    | Autriche           | 1 min 36 s 018    | Q     |
| 3    | 8     | Jorien ter Mors      | Pays-Bas           | 1 min 46 s 661    | ADV   |
| 4    | 8     | Marianne St-Gelais   | Canada             | 2 min 05 s 206    |       |

#### Quarts de finale
Q — qualifiée pour les demi-finales
ADV — avancée
PEN — pénalité
| Rang | Quart de finale | Athlète              | Nationalité     | Temps          | Notes |
| ---- | --------------- | -------------------- | --------------- | -------------- | ----- |
| 1    | 1               | Elise Christie       | Grande-Bretagne | 1 min 30 s 606 | Q     |
| 2    | 1               | Park Seung-hi        | Corée du Sud    | 1 min 30 s 801 | Q     |
| 3    | 1               | Marie-Eve Drolet     | Canada          | 1 min 31 s 668 |       |
|      | 1               | Veronique Pierron    | France          |                | PEN   |
| 1    | 2               | Valerie Maltais      | Canada          | 1 min 29 s 037 | Q     |
| 2    | 2               | Jorien ter Mors      | Pays-Bas        | 1 min 29 s 119 | Q     |
| 3    | 2               | Deanna Lockett       | Autriche        | 1 min 29 s 256 |       |
| 4    | 2               | Yui Sakai            | Japon           | 1 min 29 s 328 |       |
| 5    | 2               | Veronika Windisch    | Autriche        | 1 min 30 s 017 |       |
| 1    | 3               | Shim Suk-Hee         | Corée du Sud    | 1 min 29 s 356 | Q     |
| 2    | 3               | Fan Kexin            | Chine           | 1 min 29 s 380 | Q     |
| 3    | 3               | Emily Scott          | États-Unis      | 1 min 30 s 324 |       |
|      | 3               | Arianna Fontana      | Italie          |                | PEN   |
| 1    | 4               | Jessica Smith        | États-Unis      | 1 min 32 s 088 | Q     |
| 2    | 4               | Jianrou Li           | Chine           | 1 min 32 s 129 | Q     |
| 3    | 4               | Kim A-lang           | Corée du Sud    | 1 min 32 s 154 |       |
| 4    | 4               | Patrycja Maliszewska | Pologne         | 1 min 32 s 376 |       |

#### Demi-finales
QA — qualifiée pour la finale A
QB — qualifiée pour la finale B
PEN — pénalité
| Rang | Demi-finale | Athlète         | Nationalité     | Temps          | Notes |
| ---- | ----------- | --------------- | --------------- | -------------- | ----- |
| 1    | 1           | Park Seung-hi   | Corée du Sud    | 1 min 30 s 202 | QA    |
| 2    | 1           | Jessica Smith   | États-Unis      | 1 min 30 s 409 | QA    |
| 3    | 1           | Jorien ter Mors | Pays-Bas        | 1 min 30 s 481 | QB    |
| 4    | 1           | Valerie Maltais | Canada          | 1 min 56 s 511 | QB    |
| 1    | 2           | Shim Suk-Hee    | Corée du Sud    | 1 min 31 s 237 | QA    |
| 2    | 2           | Fan Kexin       | Chine           | 1 min 32 s 618 | QA    |
|      | 2           | Jianrou Li      | Chine           | PEN            |       |
|      | 2           | Elise Christie  | Grande-Bretagne | PEN            |       |

### Finales

#### Finale A
La finale A attribue les places 1 à 4.
| Rang                                | Athlète       | Nationalité  | Temps          | Notes |
| ----------------------------------- | ------------- | ------------ | -------------- | ----- |
| Médaille d'or, Jeux olympiques      | Park Seung-hi | Corée du Sud | 1 min 30 s 761 |       |
| Médaille d'argent, Jeux olympiques  | Fan Kexin     | Chine        | 1 min 30 s 811 |       |
| Médaille de bronze, Jeux olympiques | Shim Suk-Hee  | Corée du Sud | 1 min 31 s 027 |       |
| 4                                   | Jessica Smith | États-Unis   | 1 min 31 s 301 |       |

#### Finale B
La finale B attribue les places 5 et 6.
| Rang | Athlète         | Nationalité | Temps          | Notes |
| ---- | --------------- | ----------- | -------------- | ----- |
| 5    | Jorien ter Mors | Pays-Bas    | 1 min 36 s 835 |       |
| 6    | Valerie Maltais | Canada      | 1 min 36 s 863 |       |